# William W. Stickney

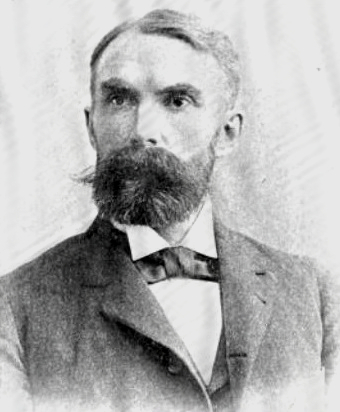
William Wallace Stickney

William Wallace Stickney (* 21. März 1853 in Plymouth, Vermont; † 15. Dezember 1932 in Sarasota, Florida) war ein US-amerikanischer Politiker und von 1900 bis 1902 Gouverneur des Bundesstaates Vermont.

## Frühe Jahre und politischer Aufstieg
William Stickney besuchte die Black River Academy und die Phillips Exeter Academy. Nach einem anschließenden Jurastudium und seiner Zulassung als Rechtsanwalt begann er in Ludlow in seinem neuen Beruf zu arbeiten. In dieser Stadt war er auch Schulrat. Politisch war Stickney Mitglied der Republikanischen Partei. Zwischen 1882 und 1892 war er in der Verwaltung des Repräsentantenhauses von Vermont angestellt. Von 1882 bis 1884 und nochmals von 1890 bis 1892 war Stickney Bezirksstaatsanwalt im Windsor County. Anschließend war er zwischen 1892 und 1896 selbst Abgeordneter im Repräsentantenhaus von Vermont. Dabei wurde er sogar zum Präsidenten des Hauses gewählt.

## Gouverneur von Vermont und weiterer Lebenslauf
Im Jahr 1900 wurde Stickney gegen den Demokraten John H. Senter zum Gouverneur seines Staates gewählt. Er trat sein neues Amt am 4. Oktober 1900 an. In seiner zweijährigen Amtszeit wurden die Grenzen zum Nachbarstaat Massachusetts endgültig festgelegt. Gouverneur Stickney setzte sich auch für die Abschaffung der Stelle des Steuerbeauftragten ein. Nach dem Ende seiner Amtszeit am 3. Oktober 1902 widmete sich Stickney zunächst wieder seinen privaten und geschäftlichen Interessen. Dazu gehörte neben seiner Anwaltstätigkeit auch sein Engagement im Bank und Versicherungswesen. Im Jahr 1924 war er Delegierter zur Republican National Convention, auf der sein Cousin, Präsident Calvin Coolidge, die Nominierung seiner Partei für seine Wiederwahl erhielt. Im Jahr 1926 verwaltete er den Besitz von dessen Vater John Calvin Coolidge. Im gleichen Jahr kandidierte er erfolglos für einen Sitz im US-Senat. William Stickney starb im Dezember 1932 in Florida.